# Wahlkreis Mid Dunbartonshire
Der Wahlkreis Mid Dunbartonshire ist ein Wahlkreis (englisch constituency) für die Wahl eines Abgeordneten des britischen Unterhauses (House of Commons).

## Ergebnisse

### Parlamentswahl 2024
| Kandidaten           | Kandidaten          | Parteien                | Stimmen | %    |
| -------------------- | ------------------- | ----------------------- | ------- | ---- |
|                      | Susan Murray        | Liberal Democrats       | 22.349  | 42,4 |
|                      | Amy Callaghan       | Scottish National Party | 12.676  | 24,0 |
|                      | Lorna Dougall       | Labour Party            | 10.993  | 20,8 |
|                      | Alix Mathieson      | Conservative Party      | 2.452   | 4,6  |
|                      | David McNabb        | Reform UK               | 2.099   | 4,0  |
|                      | Carolynn Scrimgeour | Scottish Green Party    | 1.720   | 3,3  |
|                      | Ray James           | Alba Party              | 449     | 0,9  |
| Gesamt               | Gesamt              | Gesamt                  | 52.738  | 100  |
|                      |                     |                         |         |      |
| Ungültige Stimmen    | Ungültige Stimmen   | Ungültige Stimmen       | 132     | 0,2  |
| Wähler               | Wähler              | Wähler                  | 52.870  | 71,8 |
| Wahlberechtigte      | Wahlberechtigte     | Wahlberechtigte         | 73.603  |      |
|                      |                     |                         |         |      |
| Quelle: UK Parlament |                     |                         |         |      |